# Френелови интеграли
Френелови интеграли {\displaystyle S(x)} и {\displaystyle C(x)} представљају две математичке трансцедентне функције, које је Огистен Жан Френел користио у оптици. Користе се да опишу Френелову дифракцију, а дефинисане су следећим интегралима:
{\displaystyle S(x)=\int _{0}^{x}\sin(t^{2})\,dt,\quad C(x)=\int _{0}^{x}\cos(t^{2})\,dt.}
Истовременим параметарским цртежом оба интеграла добија се Ојлерова спирала.

## Дефиниција
{\displaystyle S(x)=\int _{0}^{x}\sin(t^{2})\,dt=\sum _{n=0}^{\infty }(-1)^{n}{\frac {x^{4n+3}}{(2n+1)!(4n+3)}},}
{\displaystyle C(x)=\int _{0}^{x}\cos(t^{2})\,dt=\sum _{n=0}^{\infty }(-1)^{n}{\frac {x^{4n+1}}{(2n)!(4n+1)}}.}
Неки аутори користе {\displaystyle {\frac {\pi }{2}}t^{2}} као аргумент у интегралу приликом дефиниције {\displaystyle S(x)} и {\displaystyle C(x)}. Тада се интеграли множе са {\displaystyle {\sqrt {\frac {2}{\pi }}}}, а аргумент x са {\displaystyle ({\frac {\pi }{2}})^{1/2}}.

## Ојлерова спирала
Ојлерова спирала позната је и као Корнуова спирала или клотоида, а добија се параметарским приказом {\displaystyle S(t)} према {\displaystyle C(t)}. Помоћу дефиниција Френелових интеграла за dx и dy добија се:
{\displaystyle dx=C'(t)dt=\cos(t^{2})dt\,}
{\displaystyle dy=S'(t)dt=\sin(t^{2})dt\,}
Дужина спирале мерена из исходишта може да се представи као:
{\displaystyle L=\int _{0}^{t}{\sqrt {dx^{2}+dy^{2}}}=\int _{0}^{t}{dt}=t}

## Својства
- {\displaystyle S(x)} и {\displaystyle C(x)} су непарне функције
- Френелови интеграли могу да се изразе преко {\displaystyle \operatorname {erf} (x)} функција грешке:

{\displaystyle S(x)={\frac {\sqrt {\pi }}{4}}\left({\sqrt {i}}\,\operatorname {erf} ({\sqrt {i}}\,x)+{\sqrt {-i}}\,\operatorname {erf} ({\sqrt {-i}}\,x)\right)}
{\displaystyle C(x)={\frac {\sqrt {\pi }}{4}}\left({\sqrt {-i}}\,\operatorname {erf} ({\sqrt {i}}\,x)+{\sqrt {i}}\,\operatorname {erf} ({\sqrt {-i}}\,x)\right).}
- Интеграли не могу да се израчунају у затвореној форми помоћу елементарних функција, сем у специјалним случајевима. Како x тежи бесконачности добија се:

{\displaystyle \int _{0}^{\infty }\cos t^{2}\,dt=\int _{0}^{\infty }\sin t^{2}\,dt={\frac {\sqrt {2\pi }}{4}}={\sqrt {\frac {\pi }{8}}}.}

## Генерализација
{\displaystyle \int _{0}^{\infty }\sin(x^{a})\ dx={\frac {\Gamma \left({\frac {1}{a}}\right)\sin({\frac {\pi }{2a}})}{a}}}